# Lago Minzower
El lago Minzower (en alemán: Minzowersee) es un lago situado en el distrito de Llanura Lacustre Mecklemburguesa, en el estado de Mecklemburgo-Pomerania Occidental (Alemania), a una altitud de 74.2 metros; tiene un área de 8.8 hectáreas.